# 广平镇 (梧州市)
广平镇，是中华人民共和国广西壮族自治区梧州市龙圩区下辖的一个乡镇级行政单位。

## 行政区划
广平镇下辖以下地区：
广平社区、平地村、城坦村、榃金村、淑里村、调村、河口村、甘村、思化村、广平村、上合村、平山村、武陇村、大尧村、金钗村、端村、平乐村、华新村、扶达村、西罗村和夏村。